# NGC 3099
NGC 3099 (другие обозначения — MCG 6-22-59, ZWG 182.64, NPM1G +32.0227, PGC 29087) — эллиптическая галактика в созвездии Малого Льва. Открыта Уильямом Гершелем в 1785 году.
Иногда NGC 3099 ошибочно принимают за пару галактик, включая компаньон NGC 3099B (который, в свою очередь, сам является двойной галактикой). Гершель при открытии не упоминал о наличии компаньонов у галактики. NGC 3099 и NGC 3099B находятся в одной группе галактик.
Галактика обладает довольно заметными звёздными оболочками, но, несмотря на это, они были открыты только в 2015 году (звёздными оболочками называются дугообразные образования, которые обычно считаются остатками — волнами плотности в апоцентре — звёздного населения от небольших галактик, претерпевших слияние с крупной галактикой).
Галактика содержит активное ядро типа LINER.
Этот объект входит в число перечисленных в оригинальной редакции «Нового общего каталога».
На фотоизображении DSS видна очень маленькая (по угловым размерам) галактика без спиральной структуры, с ярким ядром и тусклой, обширной внешней оболочкой, вытянутая с восток-юго-востока на запад-северо-запад. Она предположительно является гигантской эллиптической галактикой типа cD. Это самая яркая галактика небольшой группы, которая включает галактику-спутник NGC 3099B, находящуюся на угловом расстоянии 1,2′ к запад-северо-западу. В радиусе 7,0′ от NGC 3099 находятся около двадцати слабых галактик. При визуальных наблюдениях в любительский телескоп средней апертуры галактика чрезвычайно тусклая и видна только время от времени как маленькое, почти круглое туманное пятно, с маленькой конденсацией в центре и плохо очерченными краями. У. Гершель, обнаруживший её 7 декабря 1785 года, оставил краткий комментарий о ней: «Чрезвычайно тусклая, маленькая, остаётся под сомнением». Это очень отдалённый объект, находящийся значительно дальше, чем большинство галактик NGC. Радиальная скорость: 15 141 км/с. Расстояние: 676 млн световых лет. Диаметр: 177 тыс. световых лет.